# Otto Johannsen
Otto Johannsen (* 21. März 1864 in Ptuj; † 20. März 1954 in Reutlingen) war ein deutscher Ingenieur. Zahlreiche neue Verfahren der Spinnerei, wie die Faserlängenmessung oder Verarbeitungsmethoden von Textilien, wurden von Otto Johannsen entwickelt. Er gründete das Deutsche Forschungsinstitut für Textilindustrie und das Staatliche Prüfamt für Textilstoffe.

## Leben
Otto Johannsen studierte Maschinenbau in Graz. Nach einer Tätigkeit in einem norddeutschen Textilbetrieb wurde er im Jahr 1891 Direktor des Staatlichen Technikums für Textilindustrie in Reutlingen, wo er über vier Jahrzehnte lehrte. Zusätzlich hierzu war Otto Johannsen ab 1894 Dozent an der Technischen Hochschule Stuttgart. Nach Ende des Ersten Weltkriegs übernahm er für mehr als 20 Jahre die Leitung des Deutschen Forschungsinstituts für Textilindustrie in Reutlingen.
In Reutlingen war er Mitglied der Freimaurerloge Glocke am Fuße der Alb und zeitweise deren Meister vom Stuhl.
Johannsen war Mitglied der Burschenschaften Cheruskia Graz, Albia Prag und Alemannia Wien. Seit 1892 war er auch Mitglied des Vereins Deutscher Ingenieure (VDI). In den Jahren 1921 und 1922 gehörte er dem VDI-Vorstand an.

## Familie
Eine seiner beiden Töchter war die Burgschauspielerin Ebba Johannsen.

## Ehrungen
- 1912: Ehrendoktorwürde der Technischen Hochschule Stuttgart
- 1941: Goethe-Medaille für Kunst und Wissenschaft
- 1946: Ehrenbürgerwürde der Stadt Reutlingen
- 1948: Grashof-Denkmünze des Vereins Deutscher Ingenieure[6]